# Кюр-Дашы
Кюр-Дашы (азерб. Kür Daşı adası) — остров в Каспийском море у юго-восточного побережья Азербайджана.

## Общие сведения
Является одним из островов Бакинского архипелага. Прежнее название — Куринский Камень.
Расположен на юге Бакинского архипелага к востоку от острова Кюр-Дили (Куринская коса).